# Рафаїл (Заборовський)
Митрополит Рафаї́л, в миру Михайло Заборо́вський(1676, Зборів, Річ Посполита; нині Тернопільська область, Україна — 22 жовтня 1747, Київ) — український церковний, громадський та освітній діяч, святий. Архієпископ Київський і Галицький (з 1731 р.), Митрополит Київський, Галицький та всієї Малої Росії (з 1743 р.), член Святійшого Синоду безпатріаршої РПЦ (з 1723 р.). Канонізований ПЦУ.

## Біографія

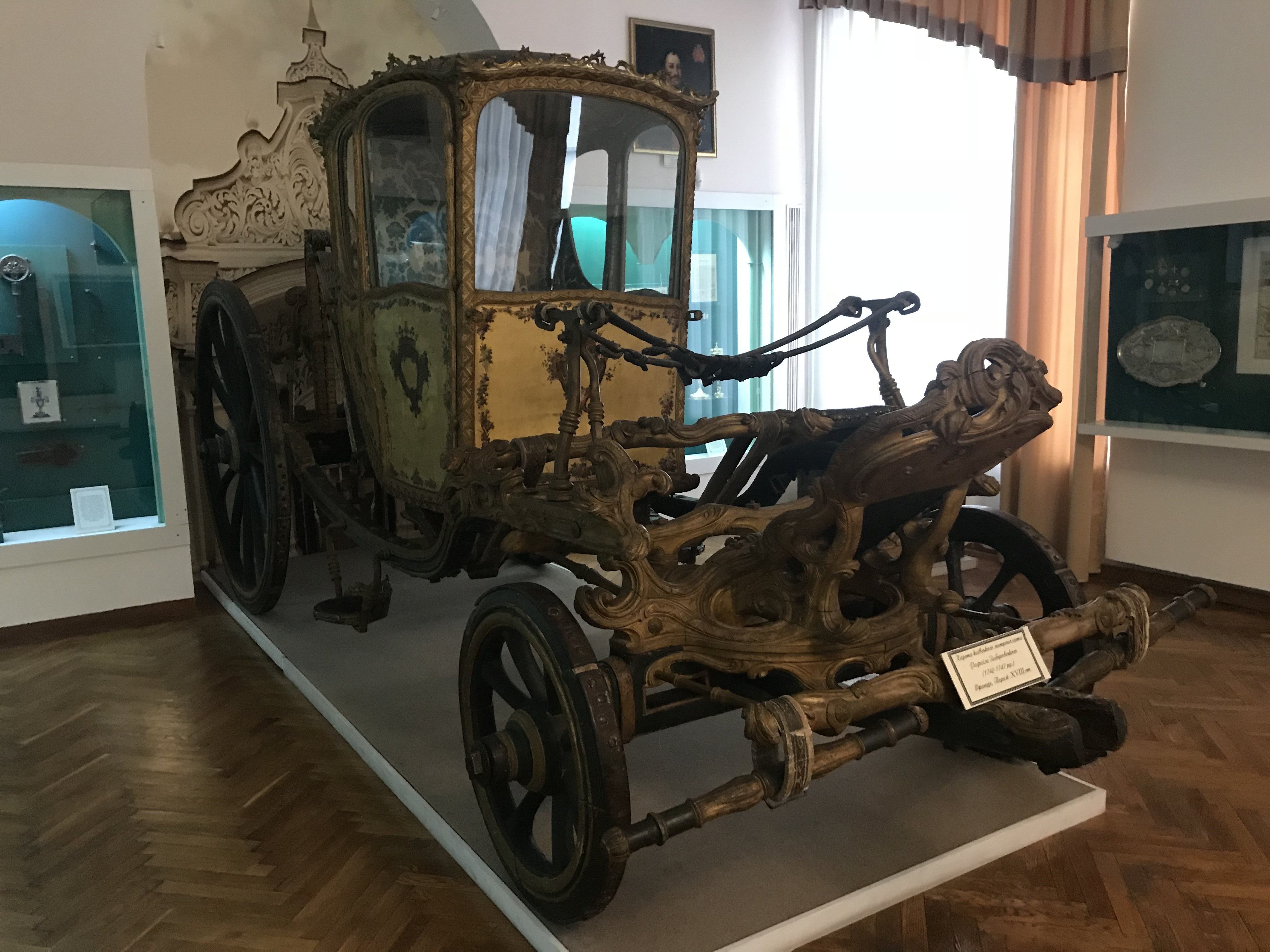
Карета київського митрополита Рафаїла Заборовського (1742—1747 рр.), Франція, Париж, XVIII ст. Національний музей історії України, Київ

Родом зі Зборова (тепер Тернопільська область). Навчався у єзуїтських школах, потім у Києво-Могилянській Академії.
1723 року призначений обер-ієромонахом Російського імперського флоту. Згодом був архімандритом Тверського монастиря та асесором св. Синоду.
1725 року висвячений на єпископа Псковського і Нарвського. Заснував першу школу у тій єпархії.
1731 року призначений архієпископом Київським і Галицьким (замість засудженого та засланого російським імперським урядом Варлаама Ванатовича). Сприяв нівеляційним заходам російського уряду в Київської митрополії. Працював над піднесенням наукового рівня і матеріального стану Києво-Могилянської Академії.
1732 року сербський митрополит Сеяднович звернувся до Заборовського з проханням прислати йому десять вчених з Київської Академії.
За Заборовського збудована Велика Лаврська дзвіниця, добудована дзвіниця Софійського собору, другий поверх Староакадемічного (Мазепиного) корпусу Києво-Могилянської Академії. Проведено значні будівельно-реставраційні роботи у Софійському соборі та на його подвір'ї — зокрема, виготовлено грандіозний софійський іконостас (визначну пам'ятку українського бароко), завершено будівництво Будинку митрополита (який набрав вигляду розкішного двоповерхового палацу). Шедевром української барокової архітектури стала Брама Заборовського.
1743 року російською владою йому повернуто митрополичий титул.
Помер 22 жовтня 1747 року. Похований в склепі на території Софійського собору.
Тіло залишалося нетлінним і було відкритим для огляду у підземній крипті Софійського собору. У середині XIX століття — вхід до склепу закрили чавунними плитами. Однак у 1937 році радянські археологи відкрили гробницю митрополита (предмети з його поховання нині зберігаються у фондах Національного заповідника «Софія Київська»). Згідно офіційних радянських документів — мощі з гробниці того року вилучили і знищили (з формулюванням — «не мають наукової цінності»).
Але у 2022 році, коли українські археологи відкрили найдавнішу крипту гробниці, то з'ясували: їхній колега, Теодосій Мовчанівський, який у 1937 році очолював розкопки гробниці митрополита, врятував мощі спочилого архіпастиря — повернув їх у крипту і замурував гробницю, таким чином — зберігши мощі.
У 2022 році була створена комісія з канонізації митрополита.
28 березня 2023 рішенням Священного Синоду Православної церкви України зарахованний до лику святих, офіційний акт канонізації відбувся 28 липня 2023 року. День пам'яті 22 жовтня.

## Вшанування пам'яті
9 листопада 2023 року митрополит Львівський і Сокальський Димитрій у Львівській православній богословській академії освятив перший в Україні храм на честь новоканонізованого українського святого — святителя Рафаїла (Заборовського), митрополита Київського.